# Bowden, Skottland
Bowden är en ort i Storbritannien.   Den ligger i kommunen Scottish Borders och riksdelen Skottland, i den centrala delen av landet, 500 km norr om huvudstaden London. Bowden ligger 181 meter över havet och antalet invånare är 223.
Terrängen runt Bowden är platt åt sydost, men åt nordväst är den kuperad. Terrängen runt Bowden sluttar österut. Runt Bowden är det ganska glesbefolkat, med 42 invånare per kvadratkilometer. Närmaste större samhälle är Galashiels, 9,1 km nordväst om Bowden. Trakten runt Bowden består i huvudsak av gräsmarker.